# Nadi Adabi Riadhi Baladiat Réghaïa
Pour les articles homonymes, voir Réghaïa (homonymie).
Le Nadi Adabi Riadhi Baladiat Réghaïa (en arabe : النادي الأدبي الرياضي لبلدية الرغاية), plus couramment abrégé en NARB Réghaïa ou encore en NARBR, est un club algérien de football fondé en 1945 et basé dans la ville de Réghaïa, dans la banlieue est d'Alger.

## Logos

## Parcours

### Classement en Championnat d'Algérie par saison
- 2004-05 : D3, 5e
- 2005-06 : D3, 1er
- 2006-07 : D2, 15e
- 2007-08 : D2, 16e
- 2008-09 : D3, 9e
- 2009-10 : D3, 6e
- 2010-11 : D3, 3e
- 2011-12 : D3, 12e
- 2012-13 : D3, 8e
- 2013-14 : D3, 12e
- 2014-15 : D3, 12e
- 2015-16 : D3, 3e
- 2016-17 : D3, 6e
- 2017-18 : D3, 8e
- 2018-19 : D3, 10e
- 2019-20 : D3, 11e
- 2020-21 : D3, 4e
- 2021-22 : D3, e

### Parcours en Coupe d'Algérie
| Saison  | Tour             | Saison  | Tour                      | Saison  | Tour                      | Saison  | Tour                      |
| ------- | ---------------- | ------- | ------------------------- | ------- | ------------------------- | ------- | ------------------------- |
| 1993-94 | N.J.             | 2000-01 | 16e de finale             | 2007-08 | 64e de finale             | 2014-15 | 64e de finale             |
| 1994-95 | 64e de finale    | 2001-02 | 64e de finale             | 2008-09 | 64e de finale             | 2015-16 | Av. dernier tour régional |
| 1995-96 | 4e tour régional | 2002-03 | 64e de finale             | 2009-10 | Av. dernier tour régional | 2016-17 | Av. dernier tour régional |
| 1996-97 | N.J.             | 2003-04 | 16e de finale             | 2010-11 | 16e de finale             | 2017-18 | 64e de finale             |
| 1997-98 | N.J.             | 2004-05 | Av. dernier tour régional | 2011-12 | Av. dernier tour régional | 2018-19 | Av. dernier tour régional |
| 1998-99 | 32e de finale    | 2005-06 | 16e de finale             | 2012-13 | 32e de finale             | 2019-20 | 64e de finale             |
| 1999-00 | 32e de finale    | 2006-07 | 32e de finale             | 2013-14 | 64e de finale             | 2020-21 | ?                         |